# Уда (притока Селенги)
Уда́ (рос. Уда́ бур. Үдэ — річка в Забайкаллі в Росії, права притока Селенги. Протікає по території Єравнінського, Хорінського, Заіграєвського районів і міського округу Улан-Уде Республіки Бурятія.

## Географія і гідрологія

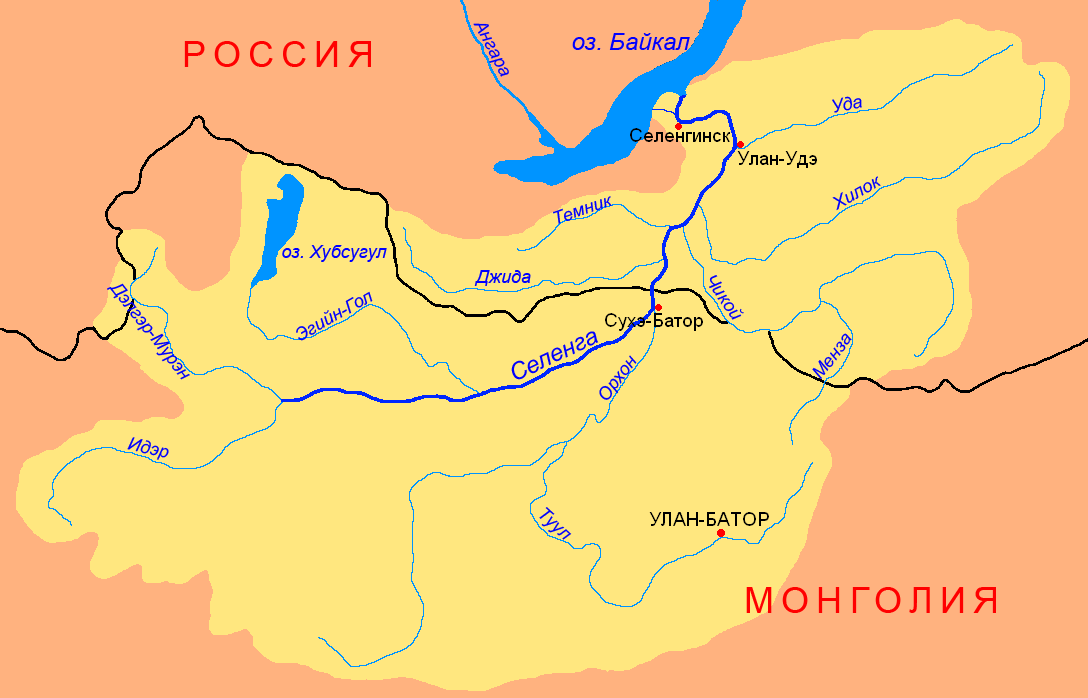
Басейн Селенги

Довжина річки — 467 км, площа водозбірного басейну — 34,8 тис. км² . Живлення переважно снігове і дощове. Середньорічна витрата води за 5 км від гирла — 69,8 м³/с, найбільша — 1240 м³/с, найменша — 1,29 м³/с. У верхів'ях перемерзає на 2,5-4,5 місяці (грудень — квітень). Замерзає в жовтні — листопаді, розкривається в квітні — на початку травня.
Витік Уди знаходиться на Вітімському плоскогір'ї за 45 км на схід від озера Соснового системи Єравнінських озер. Основний напрямок течії річки — південний захід. До району улусу Хангір близько 140 км Уда тече через ненаселену місцевість гірської тайги. Біля Хангіра, прийнявши права притоку Погромку і ліву Танготу, Уда входить у міжгірну долину, що поступово розширюється (Удино-Іволгинська западина). Трохи нижче Хоринська в річку впадають дві великих притоки — Она справа і Худан зліва. Біля села Нова Курба справа в Уду впадає річка Курба. Вище смт Онохой річка зліва приймає притоку Брянку. Впадає в Селенгу в центральній частині міста Улан-Уде. У гирлі знаходяться кілька заплавних островів.
Удинська долина є структурою Джидіно-Вітімської групи западин, що розділяє гірські системи Прибакайлля та Західного Забайкалля. На південному заході вона переходить в Іволгинську западину, з якою становить єдину систему знижень.
В середньому басейні річки та по її притоках знаходяться особливо охоронювані природні території Бурятії — заказники Ангірський у Заіграєвському районі, і Худакський в Хорінському районі; у верхній течії Уди в Єравнінському районі знаходиться Мохейський заказник.

## Назва
Існує декілька версій походження назви річки. Згідно з найбільш імовірною з яких назва походить від давньомонгольского «уда» — «верба» (прамонг. huda, письм.-монг. uda, середньовічн. монг. xutan, халх. ud, евенк. hede pte — «в'яз», тюрк. ude-ηki — «вербові»). За наявністю заростей верб по берегах і островах річки, що узгоджується з дійсністю.

## Історія заселення
Улітку 1924 року археологічна експедиція Східно-Сибірського відділу РГТ досліджувала долину Уди і Сосновоозерську улоговину. Були виявлені неолітичні стоянки поблизу сіл Соснівка, Веселе, Ширінга, Кульськ, Санномиськ, Верхні Тальці, Нова Курба, Стара Курба, Онохой. Також стоянки були виявлені біля приток річки — Они і Брянки.

## Галерея

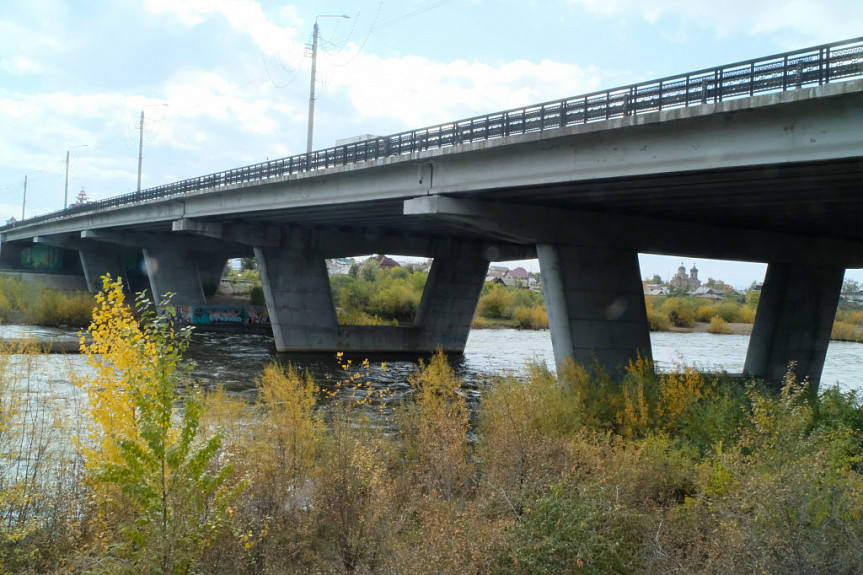
Міст через річку Уда в місті Улан-Уде
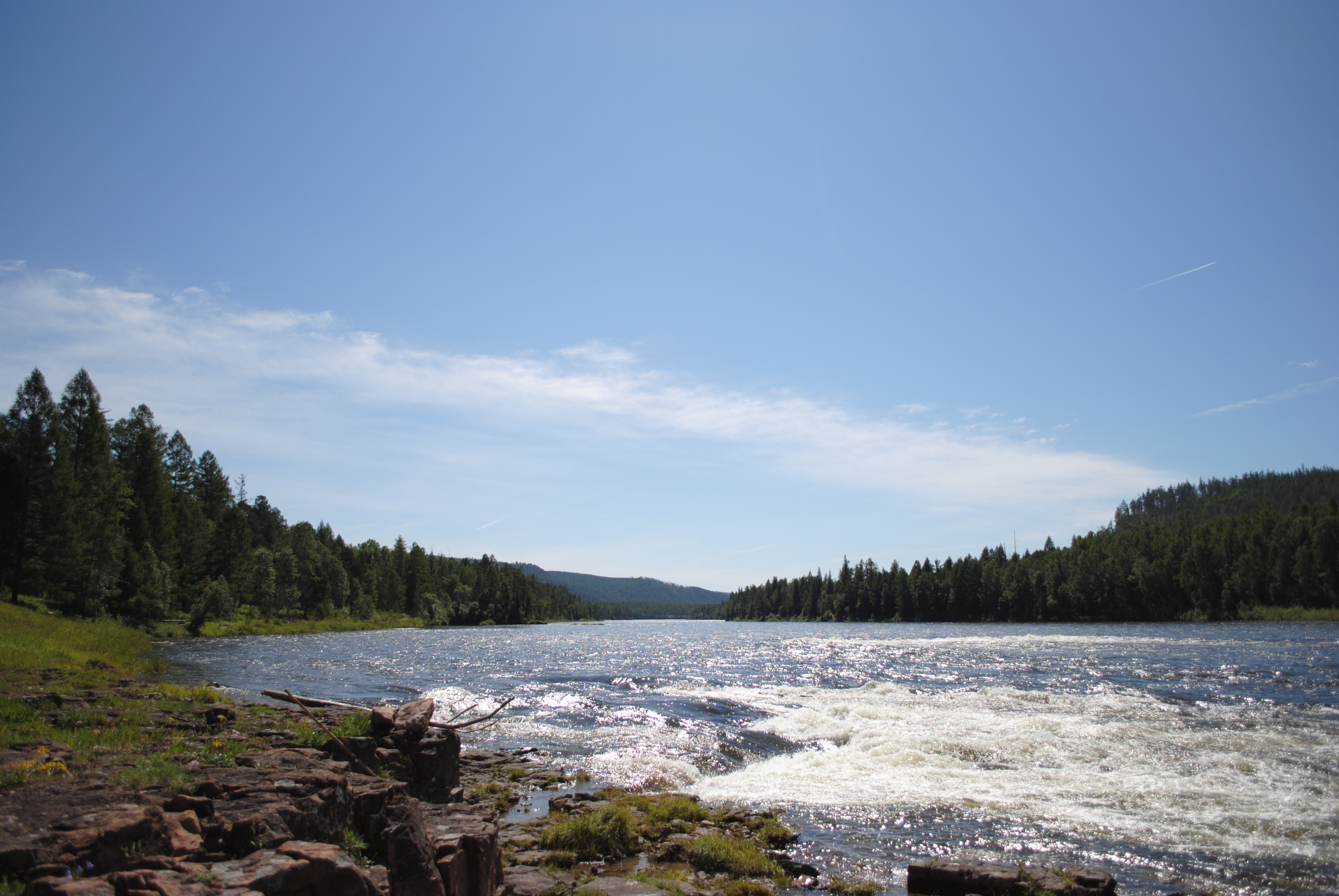
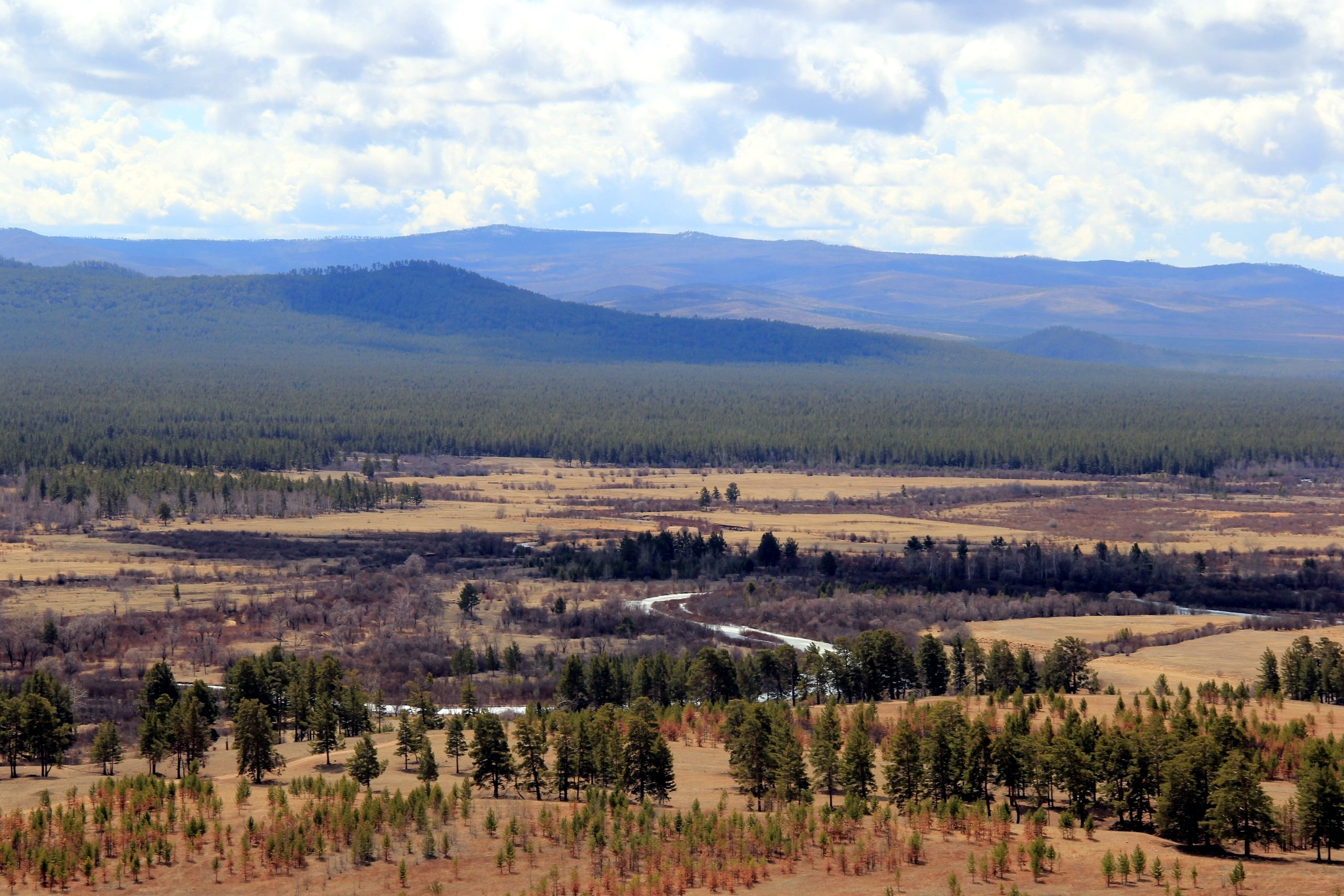
Долина Уди біля селища Зун-Хурай
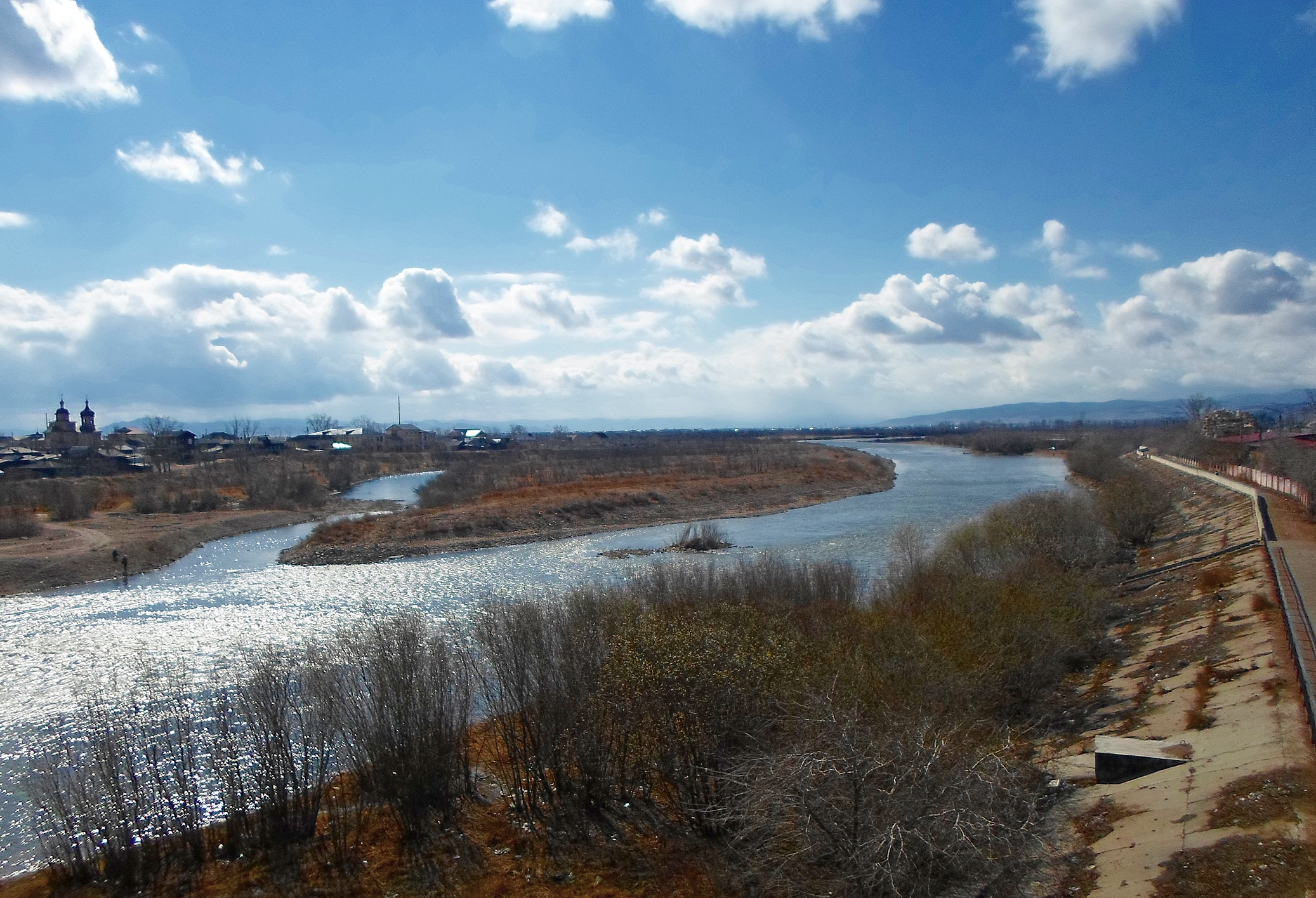
Набережна Уди
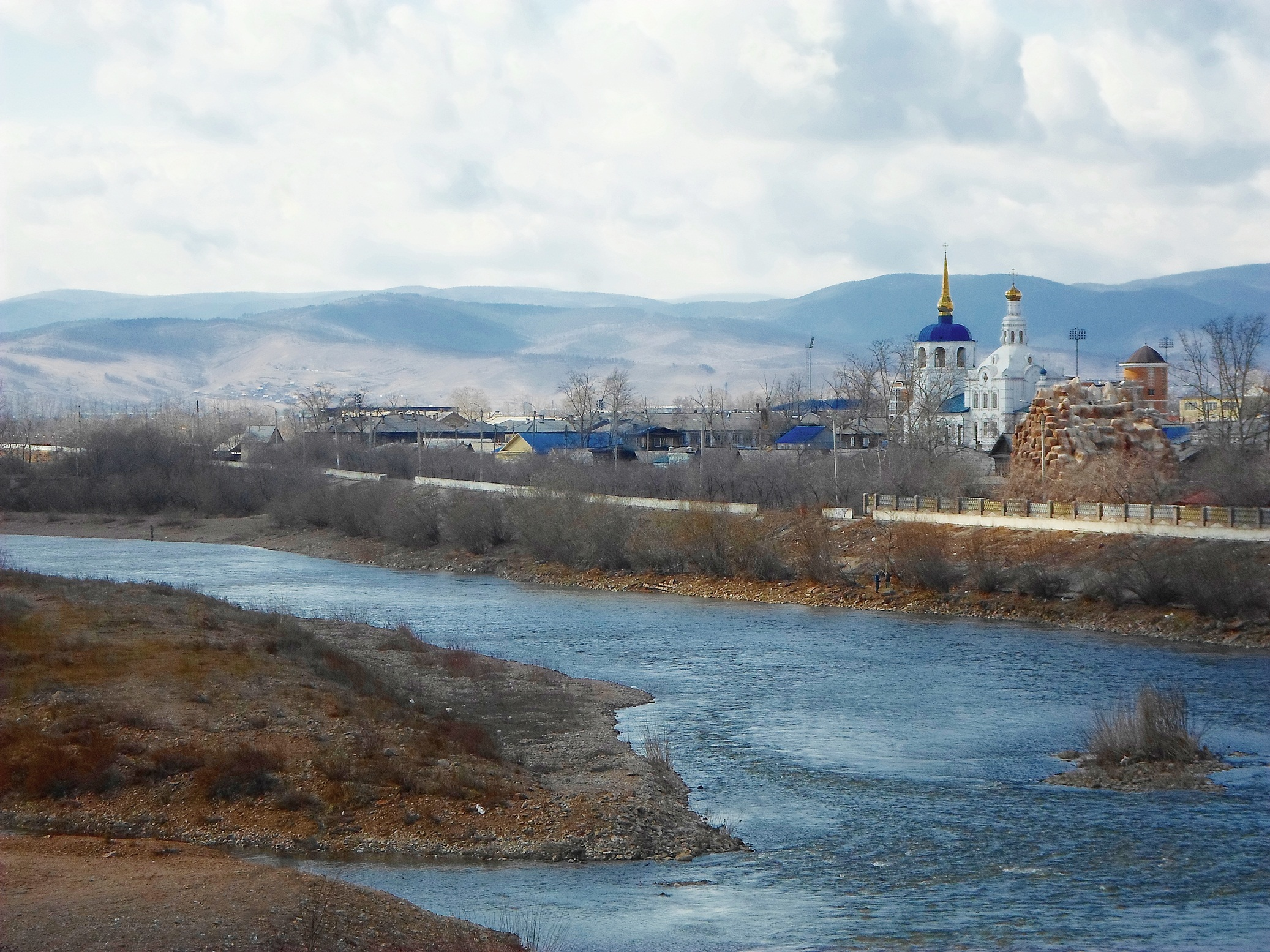
Набережна Уди
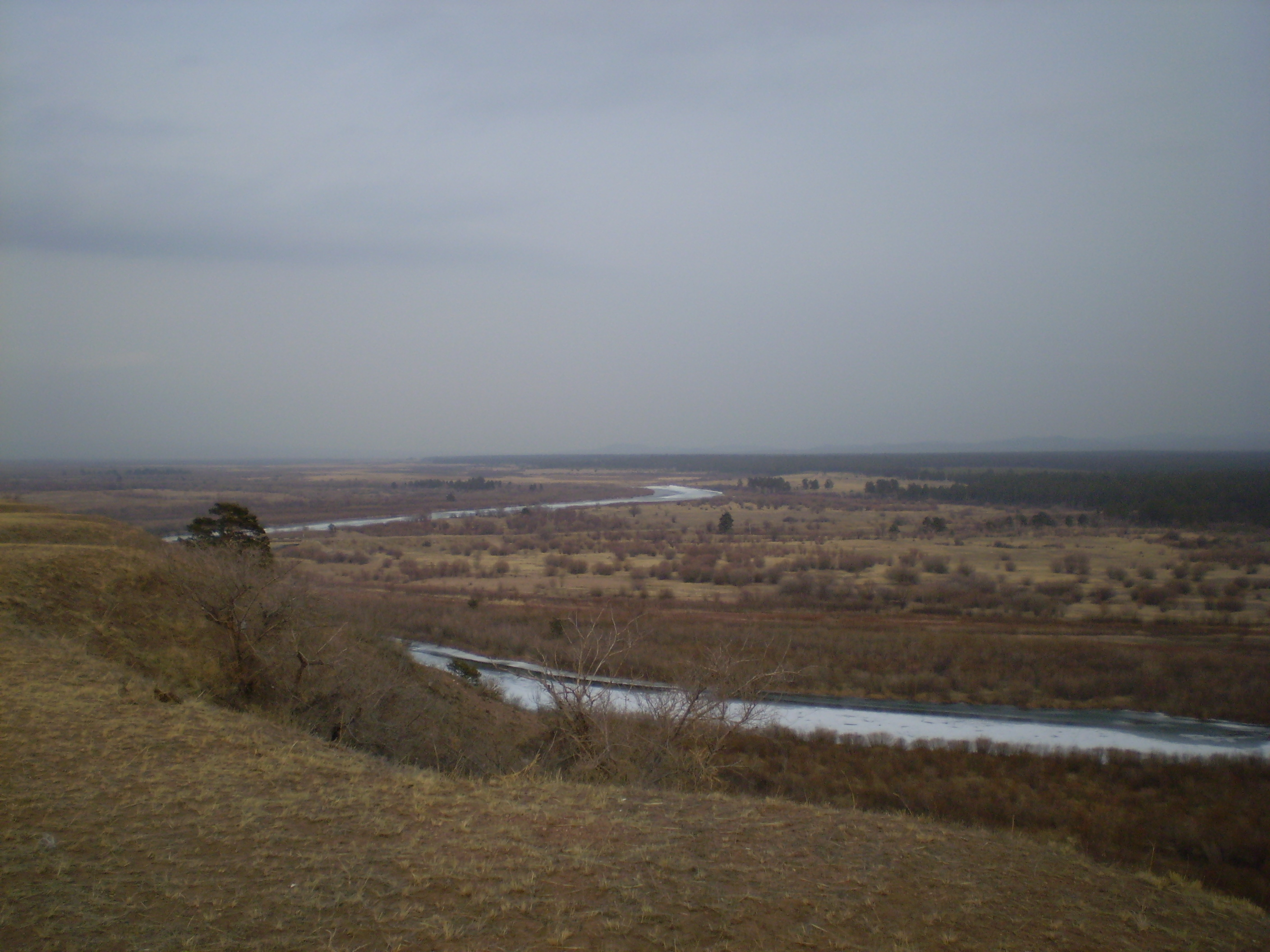